# Usina Hidroelétrica de Baihetan
A Usina Hidroelétrica de Baihetan (chinês tradicional: 白鶴灘大壩, chinês simplificado: 白鹤滩大坝, pinyin: Báihètān Dàbà) é uma grande usina hidroelétrica em construção no Rio Jinsha, um tributário do Rio Yangtze, nas províncias de Sichuan e Yunnan, no sudoeste da República Popular da China.
É uma barragem de dupla curvatura com 277 metros de altura e elevação de 827 metros. Sua espessura será de 72 metros na base e 13 m na parte mais alta.
A instalação gerará energia elétrica utilizando 16 turbinas de água, cada qual com uma capacidade de 1 000 MW de potência, colocando a potência total instalada em 16 000 MW de potência. Em termos de potência instalada, ela será a segunda maior hidroelétrica do mundo, depois da Usina das Três Gargantas e a frente da Usina de Itaipu. Quando concluída, será a terceira maior barragem da China e a quarta no mundo, cm relação ao volume da barragem. A construção da barragem começou em 2008 e espera-se que esteja completa em 2021.